# Grammaire du persan
 (septembre 2023).
La mise en forme du texte ne suit pas les recommandations de Wikipédia : il faut le « wikifier ».
Les points d'amélioration suivants sont les cas les plus fréquents. Le détail des points à revoir est peut-être précisé sur la page de discussion.
- Les titres sont pré-formatés par le logiciel. Ils ne sont ni en capitales, ni en gras.
- Le texte ne doit pas être écrit en capitales (les noms de famille non plus), ni en gras, ni en italique, ni en « petit »…
- Le gras n'est utilisé que pour surligner le titre de l'article dans l'introduction, une seule fois.
- L'italique est rarement utilisé : mots en langue étrangère, titres d'œuvres, noms de bateaux, etc.
- Les citations ne sont pas en italique mais en corps de texte normal. Elles sont entourées par des guillemets français : « et ».
- Les listes à puces sont à éviter, des paragraphes rédigés étant largement préférés. Les tableaux sont à réserver à la présentation de données structurées (résultats, etc.).
- Les appels de note de bas de page (petits chiffres en exposant, introduits par l'outil «  Source ») sont à placer entre la fin de phrase et le point final[comme ça].
- Les liens internes (vers d'autres articles de Wikipédia) sont à choisir avec parcimonie. Créez des liens vers des articles approfondissant le sujet. Les termes génériques sans rapport avec le sujet sont à éviter, ainsi que les répétitions de liens vers un même terme.
- Les liens externes sont à placer uniquement dans une section « Liens externes », à la fin de l'article. Ces liens sont à choisir avec parcimonie suivant les règles définies. Si un lien sert de source à l'article, son insertion dans le texte est à faire par les notes de bas de page.
- La présentation des références doit suivre les conventions bibliographiques. Il est recommandé d'utiliser les modèles {{Ouvrage}}, {{Chapitre}}, {{Article}}, {{Lien web}} et/ou {{Bibliographie}}. Le mode d'édition visuel peut mettre en forme automatiquement les références.
- Insérer une infobox (cadre d'informations à droite) n'est pas obligatoire pour parachever la mise en page.

Pour une aide détaillée, merci de consulter Aide:Wikification.
Si vous pensez que ces points ont été résolus, vous pouvez retirer ce bandeau et améliorer la mise en forme d'un autre article.
 (septembre 2023).
Le contenu est difficilement compréhensible vu les erreurs de traduction, qui sont peut-être dues à l'utilisation d'un logiciel de traduction automatique.
La grammaire du persan est la grammaire de la langue persane, dont de divers dialectales sont parlés en Iran, en Afghanistan, au Tadjikistan, en Ouzbékistan (à Samarcande et Boukhara ainsi que la région de Surxondaryo) et au Caucase. Elle est similaire à celle de nombreuses autres langues indo-européennes. Le persan est devenue une langue plus analytique à l'époque du moyen persan, avec moins de cas et en écartant le genre grammatical. Les innovations demeurent dans le persan moderne et il est donc l'une des rares langues indo-européennes qui a manqué de genre grammatical, même dans les pronoms.

## Ordre des mots
En dépit d'un ordre sujet-objet-verbe (SOV), le persan n'est pas fortement branché à gauche. Cependant, puisqu'il est une langue pro-drop, le sujet n'est souvent pas apparent jusqu'à la fin du verbe au bout de la phrase.
- کتاب آبی را دیدم ketâb-e âbi râ didam   "(Je) vis le livre bleu"
- کتاب آبی را دیدید ketâb-e âbi râ didid  "(vous) vîtes le livre bleu"

La proposition principale précède une proposition subordonnée, souvent avec le fameux subordonateur indo-européen ke ("que").
- به من گفت که امروز نمی آمد be man goft ke emruz nemi âmad  "Il me dit qu'il ne venait pas aujourd'hui"

La particule interrogative âyâ ( آیا), qui pose une question oui-non, apparaît au début de la phrase (langage soutenu). Les modificateurs grammaticaux, tels que les adjectifs, suivent normalement les noms qu'ils modifient avec un ezâfe, mais parfois ils précèdent les noms. Le persan est l'une des rares langues SOV à utiliser des prépositions. Le seul marqueur de cas dans la langage soutenue, râ (را) (dans la langue parlée, ـ رو ro ou ـو o ), suit le complément d'objet direct.
- کتاب آبی را از کتابخانه گرفت ketâb-e âbi râ az ketâbxâne gereft "Il/Elle pris le livre bleu de la bibliothèque"

Les phrases sont normalement sujet-préposition-objet-verbe. En cas d'un objet spécifique, l'ordre est (S) (O + râ ) (PP) V. De tout façon, le persan peut avoir un ordre des mots relativement libre, souvent appelé brouillage: les parties du discours sont généralement sans ambiguïté, en plus les prépositions et le marqueur accusatif aident à désambiguïser la casse d'une phrase nominale donnée. La caractéristique de brouillage a permis au persan un degré élevé de flexibilité pour la versification et la rime.

## Groupe du Nom

### Articles
Dans le langage littéraire, aucun article défini n'est utilisé; il est plutôt impliqué par l'absence de l'article indéfini. Quant au langage parlé et familier, le suffixe accentué -e (utilisé principalement dans les zones urbaines) ou -a (utilisé principalement dans les zones rurales) joue le rôle de l'article défini. Le premier est dans des dialectes plus récents et le second dans des dialectes plus anciens. Les consonnes et les voyelles ont changé au cours de l'histoire.
- Littéraire : کتاب روی میز است</link> ketâb ru-ye miz ast "le livre est sur la table".
- Parlé : کتابه روی میزه</link> ketâbe ru-ye mizé "le livre est sur la table"

Le suffixe du pluriel -hâ fonctionne à la fois comme marqueur du pluriel et comme article défini.
L'article indéfini aussi bien en persan parlé que littéraire est le numéro un (yek), souvent abrégé en ye dans le langage familier.
- روی میز یک کتاب است ru-ye miz yek ketâb ast  'Sur la table il y a un livre'

### Noms

#### Genre
En persan, les noms et pronoms n'ont pas de genre grammatical. Les mots d'emprunt arabes avec la terminaison féminine ـة (prononcé -a en arabe) devient un persan asexué ـه (prononcé -e en persan). De nombreux mots féminins arabes empruntés conservent leur forme plurielle féminine arabe -ât, mais les adjectifs descriptifs persans les modifiant n'ont pas de genre. Les adjectifs arabes perdent également leur genre en persan.

#### Pluriel
Tous les noms peuvent être mis au pluriel par le suffixe -hâ (ـ‌ها), qui suit un nom et ne change pas sa forme. On n'utilise pas le suffixe -hâ (ـ‌ها) après les pronoms numéraux cardinaux et les adjectifs quantitatifs. -hâ est employé uniquement lorsqu'il n'y a pas de nombre devant le nom et que celui-ci est défini.
- سه تا کتاب se tâ ketâb "trois livres"
- besyâr-i- ketâb "plusieurs livres"
- کتاب‌های بسیار ketâbhâ-ye besyâr "beaucoup de livres"
- کتاب‌ها ketâbhâ "les livres"
- من کتاب را دوست دارم man ketâb râ dust dâram "j'aime le livre"
- آنها دانشجو هستند ânhâ dânešju hastand "Ils/Elles sont étudiantes"
- آنها دانشجوها هستند ânhâ dânešjuhâ hastand "Ils/Elles sont les étudiantes"

Dans le langage parlé, lorsque les noms ou les pronoms se terminent par une consonne, -hâ se réduit à -â.
- Soutenu : ânhâ 'ils'
- Familier: unâ 'ils'

Dans le langage littéraire, les noms animés utilisent généralement le suffixe -ân (ـان) - ou variantes -gân (ـگان) et -yân (ـیان) - pour les pluriels, mais -hâ est plus courant dans le langage parlé.
- Littéraire : پرندگان parandegân 'oiseaux'
- Parlé : پرنده‌ها parandehâ 'oiseaux'

Les noms adoptés de l'arabe ont généralement des pluriels spéciaux, formés avec la terminaison ـات -ât ou en changeant les voyelles. Par exemple ketâb (کِتاب) / kotob (کُتُب) pour "livre/livres". ) Les noms arabes peuvent généralement prendre des terminaisons plurielles persanes, mais la forme originale est parfois plus courante. La forme plurielle la plus courante dépend du mot individuel.

#### Cas
En persan, il existe deux cas : le nominatif (sujet) et l'accusatif (objet). Le nominatif est la forme non marquée d'un nom, mais lorsque le nom est suivi du râ (را) ou du suffixe ro (ـ رو) ou o (ـو), c'est à l'accusatif. Les autres cas obliques sont marqués par des prépositions.
- Nominatif : ketâb ânjâst (کتاب آنجاست) / ketâbhâ ânjâyand (کتاب‌ها آنجایند), signifiant « le livre est là / les livres sont là »

Les sujets inanimés n'ont pas besoin de verbes au pluriel, en particulier dans la langue parlée : ketâbhâ unjâst « les livres est là ».
- Accusatif : ketâbo(/ketâb râ) bede(h) be man (کتابو(/کتاب را) بده به من) « donne moi le livre »
- Possession utilisant ezâfe : ketâb-e Âraš (کتابِ آرش) « le livre de Âraš »

### Adjectifs
Les adjectifs suivent généralement les noms qu'ils modifient, utilisant l'ezâfe. Cependant, les adjectifs précèdent les noms pour former des mots composés telles que xoš-baxt (littéralement « bonne-chance ») « chanceux » et bad-kâr (littéralement « mauvaise-chance ») « méchant ». Les adjectifs peuvent venir dans des ordres différents après un nom et dans ce cas, les adjectifs qui viennent à la fin ont plus d'emphase.[réf. nécessaire] Les formes comparatives (« plus ... ») utilisent le suffixe -tar (تَر), et la forme superlative (« le plus… ») utilise le suffixe -tarin (تَرین).
Les comparatifs suivent les noms qu'ils modifient, les superlatifs quand-même précèdent leurs noms.
Le mot « que/de » est exprimé par la préposition az(از).

## Pronoms

### Pronoms sujet
Comme le persan est une langue à sujet nul ou pro-drop, les pronoms personnels (e. g. je, il, elle) sont facultatifs. Les pronoms ajoutent râ lorsqu'ils sont utilisés comme objet mais restent autrement les mêmes. La forme accusative à la première personne du singulier, qui est man râ (من را), peut être raccourcie en marâ (mano dans le langage parlé). Les enclitiques génitifs pronominaux (voir ci-dessus) sont cependant différents des pronoms normaux.
| Personne | Singulier                                                                  | Pluriel                                                                             |
| -------- | -------------------------------------------------------------------------- | ----------------------------------------------------------------------------------- |
| 1er      | man مَن                                                                     | mâ ما                                                                               |
| 2ème     | to تو                                                                      | šomâ شُما                                                                            |
| 3ème     | u او (humain) ân آن (non humain), vey وِى * (humain uniquement, littéraire) | ânhâ آنها</link> (non-humain/humain), išân ایشان (formel et uniquement pour humain) |

* rarement utilisé
| Personne | Singulier                    | Pluriel                                         |
| -------- | ---------------------------- | ----------------------------------------------- |
| 1er      | man مَن                       | mâ ما                                           |
| 2e       | to تو                        | šomâ شُما                                        |
| 3ème     | u او išun ایشان* (honoraire) | unhâ/unâ آنها (normale), išun ایشان (honoraire) |

* utilise la forme plurielle du verbe à la 3ème personne
Le persan ressemble aux langues romanes comme le français en ce que le pronom à la deuxième personne du pluriel (šomâ) est utilisé pour se vouvoyer et le pronom to est utilisé pour se tutoyer (distinction entre « tu » et « vous »). Cependant, le persan ressemble également aux langues indo-aryennes comme l'hindoustani en ce que la forme à la troisième personne du pluriel, avec le pronom išun, est utilisée par politesse envers quelqu'un, en particulier lors de sa présence :
- ببخشید شما آمریکایی هستید؟ Bebaxšid, šomâ Âmrikāyi hastid? 'excusez moi, êtes-vous américain(ne)?'
- ایشان به من گفتند برویم تو Išun be man goftand, berim tu 'Il/Elle me dit: « Allons-y ».

### Pronoms d'objet
Les pronoms d'objet sont les mêmes que ceux de sujet (suivis de la postposition râ), mais les objets peuvent également être marqués avec les déterminants possessifs (voir ci-dessus) qui au lieu des noms s'attachent aux verbes et n'ont pas besoin de la postposition ; e. g. « Hier, je l'ai vu » se traduit :
| Translitération  | persan           | Remarques                                                                              |
| ---------------- | ---------------- | -------------------------------------------------------------------------------------- |
| diruz u râ didam | دیروز او را دیدَم | Postposition râ nécessaire lors de l'utilisation d'un pronom sujet comme pronom objet. |
| dire didam aš    | دیروز دیدَمَش      | Aucune postposition nécessaire ; déterminant possessif attaché au verbe.               |

### Pronoms démonstratifs
Les pronoms démonstratifs sont این (in, ceci) et آن (ân, cela). Leurs formes plurielles peuvent être اینها (inhâ, ceux-ci) et آنها (ânhâ, ceux-là) pour les noms inanimés, ou اینان (inân, ceux-ci) et آنان (ânân, ceux-là) pour les noms animés. Il faut souligner que ân et ânhâ sont également utilisés comme pronoms sujets à la troisième personne.
Les démonstratifs peuvent également être combinés avec les pronoms indéfinis یکی (yeki, un(e)) et  (yekihâ, un(e)s) donner : این یکی (in yeki, celui-ci), آن یکی (ân yeki, celui-là), این یکی‌ها (in yekihâ, ceux-là) et آن یکی‌ها (ân yekihâ, ceux-là).

### Déterminants possessifs
La possession est souvent exprimée avec des suffixes ; les mêmes suffixes peuvent également être utilisés comme pronoms objets.
| Personne | Singulier | Pluriel    |
| -------- | --------- | ---------- |
| 1er      | -am ـَم    | -emân ـِمان |
| 2ème     | -at ـَت    | -etân ـِتان |
| 3ème     | -aš ـَش    | -ešân ـِشان |

| Personne | Singulier | Pluriel    |
| -------- | --------- | ---------- |
| 1er      | -am ـَم    | -emun ـِمون |
| 2ème     | -et ـِت    | -etun ـِتون |
| 3ème     | -eš ـِش    | -ešun ـِشون |

Exemples:
- کتابتان روی میزه ketâbetun ru-ye miz e 'votre livre est sur la table'
- کتابم روی میز است ketâbam ru-ye miz ast  'mon livre est sur la table'

Quand le radical auquel ils sont ajoutés se termine par une voyelle, un y est inséré pour faciliter la prononciation. Cependant pour le marqueur pluriel -hâ, il est également courant dans les dialectes iraniens de supprimer la racine -a-/-e- du marqueur possessif; e. g. « mes voitures » pourrait être traduit par mâšinhâ yam (ماشین‌هایَم) avec le -y- ou mâšinhâ m (ماشین‌هام). Il peut être encore plus simplifié dans le langage familier en supprimant h, pour faciliter la prononciation, e. g. mâšinâm (ماشینام). Parfois, -hâ s'écrit attaché au mot : mâšinhâ (ماشینها).

### Ézafé
Pour exprimer la possession, il est également possible d'utiliser des pronoms sujets ou une phrase nominale avec ézafé. Bien qu'à la troisième personne, cela implique un changement de personne. Ceux-ci ne peuvent également jamais être utilisés comme objet possessif ou direct dans une proposition dans laquelle celui-ci est le sujet du verbe.
- کتاب شما روی میزه ketâb-e šomâ ru-ye miz e  'votre livre est sur la table'
- کتاب من روی میزه ketâb-e man ru-ye miz e  'mon livre est sur la table'
- کتاب استاد روی میز است ketâb-e ostâd ru-ye miz ast  'le livre du professeur est sur la table'
- اکبار برادر اورا دید akbar barâdar-e u râ did 'Akbar vit son(ie: d'une autre personne) frère'
- اکبار برادرش را دید akbar barâdaresh râ did 'Akbar vit son(ie: son propre, de soi) frère'
- Correct: برادرم را دیدم barâdaram râ didam 'Je vis mon frère'
- Incorrect: برادرِ من را دیدم barâdar-e man râ didam Puisque le pronom sujet est utilisé en tant que pronom possessif et avec ézafé.

## Verbe
Les verbes sont normalement formés en utilisant le modèle suivant :
NEG – DUR ou SUJET/IMPER – racine – PAST – PERSONNE – OBJET
- Préfixe négatif : na, qui se transforme en né avant le préfixe Imperfectif ( ne-mî- )
- Préfixe imperfectif ou duratif : mî-
- Préfixe du subjonctif/impératif : be-
- Suffixe passé : -d, qui se transforme en -t après les consonnes sourdes
- Suffixe personnel : par exemple -am 'je', -i 'tu (sg.)' etc.
- Suffixe d'objet : le plus couramment utilisé est -aš ou -eš 'lui/elle'

| Personne | Singulier | Pluriel  |
| -------- | --------- | -------- |
| 1er      | ـَم -am    | ـیم -im  |
| 2ème     | ـی -i     | ـید -id  |
| 3ème     | ـَد -ad*   | ـَند -and |

* Au passé, le radical passé seul est utilisé sans aucune terminaison (e. g. raft (رَفت), pas *raftad (رَفتَد))
| Personne | Singulier | Pluriel         |
| -------- | --------- | --------------- |
| 1er      | ـَم -am    | ـیم -im         |
| 2ème     | ـی -i     | ـید/ـین -id/-in |
| 3ème     | ـه -e*    | ـَن -an          |

* Au passé, le radical passé seul est utilisé sans aucune terminaison (e. g. raft (رَفت), pas *rafte (رَفته))
| Personne | Singulier | Pluriel    |
| -------- | --------- | ---------- |
| 1er      | ـَم -am    | ـِمان -emân |
| 2ème     | ـَت -at    | ـِتان -etân |
| 3ème     | ـَش -aš    | ـِشان -ešân |

| Personne | Singulier | Pluriel    |
| -------- | --------- | ---------- |
| 1er      | ـَم -am    | ـِمون -emun |
| 2ème     | ـِت -et    | ـِتون -etun |
| 3ème     | ـِش -eš    | ـِشون -ešun |

### Temps
Voici les temps les plus courants :

#### Infinitif
L'infinitive se construit avec -an (ـَن) : xordan (خوردن) 'manger'. Le radical de base du verbe est formé en supprimant cette terminaison : xord (خورد).

#### Passé
Le temps passé est formé en supprimant la terminaison infinitive et ajoutant les terminaisons personnelles au radical. à la troisième personne du singulier, pourtant, il n'y a pas de terminaison personnelle : xordan (خوردن) deviendrait xord (خورد), « il/elle mangea ».

#### Imparfait
L'imparfait se construit en prenant le passé comme décrit ci-dessus et en le préfixant avec mî- (می), ainsi mîxordam (می‌خوردم) « Je mangeais ». Ce temps peut aussi avoir un sens conditionnel : « je mangerais », « j'aurais mangé ».

#### Parfait
Pour former le parfait, e (ـه) s'ajoute à la fin du radical du verbe, ainsi que des différentes personnes du présent de « être » : xordan (خوردن) à la première personne du singulier serait xordeam (خورده‌ام) 'J'ai mangé' et la 3ème personne du singulier deviendrait xorde ast (خورده است). Dans le langage parlé, ast est omis, ce qui donne xorde (خورده) « il a mangé ».

#### Plus-que-parfait
Le plus-que-parfait est formé en prenant le radical du parfait, par exemple xorde, en ajoutant bud (بود), et enfin en ajoutant les terminaisons personnelles : xorde budam (خورده بودم) « J'avais mangé ». À la troisième personne du singulier, bud (بود) est ajouté sans aucune terminaison.

#### Futur
Le futur est formé avec la conjugaison présente de xâstan (خواستن) « vouloir ». Ensuite, il est placé devant l'infinitif raccourci du verbe, par exemple xord (خورد), donc xâhad xord (خواهد خورد) 'il/elle/il mangera'. Pour les verbes composés, tels que tamiz kardan (تمیز کردن) « nettoyer », خواهد xâhad se place entre les deux mots, et kardan (کردن) est réduit à son radical, donc tamiz xâhad kard (تمیز خواهد کرد) « il/elle nettoiera ». Dans la négative, xâhad (خواهد) reçoit نـ na- pour faire naxâhad xord (نخواهد خورد) 'il ne mangera pas'. Le futur est généralement évité dans le langage familier.

#### Présent
Le présent se construit en prenant le radical présent du verbe, en ajoutant le préfixe می mî- et en le conjuguant. Souvent le radical présent n’est pas prévisible à partir de l’infinitif et doit donc être appris séparément. Le radical actuel du verbe xordan (خوردن) « manger », par exemple, est خور xor, donc la première personne du singulier serait mîxoram (می‌خورم) « Je mange ». La terminaison à la troisième personne du singulier est -ad (ـد). Le négatif نـ se prononce ne- avant mî-, mais il se prononce na- à tous les autres temps. Généralement, le présent est utilisé avec un adverbe (e. g. : fardâ (فردا) « demain ») au lieu du futur.
- فردا به سينما می‌رود fardâ be sinemâ mîravad 'demain il/elle ira au cinéma'

#### Subjonctif présent
Le présent du subjonctif est formé en changeant le préfixe mî- du présent en be- (بـ) ou bo- (devant un verbe avec la voyelle o ) : boxoram (بخورم) 'Je mange, laisse-moi manger', benevisam (بنويسم) «J'écrive», «laisse-moi écrire».

### Verbes composés
Les verbes tels que kardan (کردن) « faire, faire » sont souvent utilisés avec des noms pour former un verbe composé, une construction de verbe léger ou un prédicat complexe. Par exemple, le mot goftegu (گفتگو) signifie « conversation », tandis que goftegu kardan (گفتگو کردن) signifie « parler ».

### Verbes auxiliaires
- باید bâyad 'doit' : Non conjugué. La proposition dépendante est du subjonctif
- شاید šâyad 'pourrait' : Non conjugué. La proposition dépendante est du subjonctif
- توانستن tavânestan « pouvoir » (littéralement « pouvoir ») : conjugué. La clause dépendante est du subjonctif
- خواستن xâstan 'vouloir' : Conjugué. La proposition dépendante est du subjonctif
- خواستن xâstan 'will' : Conjugué. Le verbe principal est sans temps

## Prépositions
Les prépositions en persan sont en deux sortes : les prépositions de base (e. g. dar 'dans'), qui se placent directement avant le nom ou le pronom sans ezâfe, et une classe plus nombreuse, constituée de noms ou d'adverbes joints au nom suivant par un ezâfe (- e ou -ye). Ils comprennent les éléments suivants :
- az (از) 'de'
- bâ (با) 'avec'
- bar (بر) 'sur'
- barâ-ye (برای) 'pour'
- be (به) 'à'
- bi (بی) 'sans'
- dar (در) 'dans'
- mânand-e (مانند) 'comme'
- mesl-e (مثل) 'comme'
- ru-ye (روی) 'sur'
- tâ (تا) 'jusqu'à'
- tu-ye (توی) 'dans'
- zir-e (زير) 'sous'